# Hrnčiarske Zalužany
Hrnčiarske Zalužany (hongrois : Fazekaszsaluzsány) est un village de Slovaquie situé dans la région de Banská Bystrica.

## Histoire
La première mention écrite du village date de 1362.

## Démographie

### Évolution de la population
| Année:               | 1994. | 2004.   | 2014.   | 2024.   |
| -------------------- | ----- | ------- | ------- | ------- |
| Nombre de personnes: | 847   | 857     | 874     | 812     |
| Différence:          |       | +1,18 % | +1,98 % | -7,09 % |

| Année:               | 2023. | 2024.   |
| -------------------- | ----- | ------- |
| Nombre de personnes: | 834   | 812     |
| Différence:          |       | -2,63 % |